# Jill Henselwood
Jill Henselwood (Ottawa, 1 de novembro de 1962) é um ginete canadense, especialista em saltos, medalhista olímpico em Pequim 2008. 

## Carreira
Jill Henselwood representou seu país nos Jogos Olímpicos de 2008 e 2012, na qual conquistou a medalha de prata nos saltos por equipes em 2008.